# Haitong Bank
Haitong Bank, S.A. – międzynarodowy bank inwestycyjny. Posiada oddziały na czterech kontynentach i działa na wielu rynkach finansowych na świecie. Główna siedziba banku jest zlokalizowana w Lizbonie w Portugalii.

## Historia
Haitong Securities to broker papierów wartościowych w Chinach. Świadczy usługi z zakresu pośrednictwa w obrocie papierami wartościowymi, transakcji terminowych, a także bankowości inwestycyjnej, finansowania przedsiębiorstw, fuzji i przejęć, zarządzania aktywami i funduszami powierniczymi oraz inwestycjami private equity. Od 2007 roku Haitong Securities jest notowany na Giełdzie Papierów Wartościowych w Szanghaju, od 2012 roku na Hong Kong Stock Exchange.
7 września 2015 roku, Haitong Securities sfinalizował nabycie banku Banco Espirito Santo de Investimento (w skrócie BESI) od Novo Banco za 379 mln dolarów. Nowy właściciel zdecydował się prowadzić dalszą działalność pod marką Haitong Bank S.A. BESI był bankiem inwestycyjnym wywodzącym się z Portugalii, który od lat 90. prowadził działalność również na rynkach międzynarodowych (m.in. w Irlandii, Hiszpanii, Brazylii, Polsce, Wielkiej Brytanii, Stanach Zjednoczonych, Meksyku i w Indiach).

## Działalność w Polsce
Oddział Haitong Banku w Warszawie działa od 2008 roku. Pierwotnie polski oddział działał pod szyldem Banco Espirito Santo de Investimento – portugalskiego banku inwestycyjnego, który w 2015 został przejęty przez Haitong Securities.
Działalność banku w Polsce obejmuje świadczenie kompleksowego zakresu usług bankowości inwestycyjnej w obszarze doradztwa przy transakcjach fuzji i przejęć, pozyskania finansowania w formie emisji obligacji, kredytu i gwarancji bankowych, a także pośrednictwo w zakresie obrotu instrumentami finansowymi w tym instrumentami pochodnymi.

## Najważniejsze wyróżnienia
- 2021: Zespół Equity Reserach polskiego oddziału Haitong Bank w rankingu Gazety Giełdy Parkiet „Największe gwiazdy wśród analityków giełdowych 2021[4]”: Konrad Księżopolski, szef zespołu analityków zajął 3. miejsce w kategorii IT;
- 2020: Zespół Equity Reserach polskiego oddziału Haitong Bank w rankingu Gazety Giełdy Parkiet „Największe gwiazdy wśród analityków giełdowych 2020[5]”: Konrad Księżopolski, szef zespołu analityków zajął 3. miejsce w kategoriach telekomunikacja/media oraz IT oraz 7. miejsce w ogólnej kategorii najlepszego analityka w Polsce;
- 2019: Zespół Equity Reserach polskiego oddziału Haitong Bank w rankingu Gazety Giełdy Parkiet „Największe gwiazdy wśród analityków giełdowych 2019[6]”: Konrad Księżopolski, szef zespołu analityków zajął 4. miejsce w kategoriach telekomunikacja/media oraz 2. miejsce w kategorii IT;
- 2018: Zespół Equity Reserach polskiego oddziału Haitong Bank w rankingu Gazety Giełdy Parkiet „Największe gwiazdy wśród analityków giełdowych 2018[7]”: Konrad Księżopolski, szef zespołu analityków zajął 1. miejsce w kategoriach telekomunikacja/media oraz 2. miejsce w kategorii IT oraz 8. miejsce w ogólnej kategorii najlepszego analityka w Polsce
- 2017: Zespół Equity Reserach polskiego oddziału Haitong Bank triumfuje w 4 kategoriach rankingu Gazety Giełdy Parkiet „Największe gwiazdy wśród analityków giełdowych 2016[8]”: Konrad Księżopolski, szef zespołu analityków zajął 1. miejsce w kategoriach telekomunikacja/media oraz IT; Kamil Stolarski zajął 1. miejsce w kategorii sektor bankowy; Cezary Bernatek, zajął 1. miejsce w kategorii sektor deweloperski;
- 2016: “M&A Deal of the Year” za transakcję nabycia BESI przez Haitong Securities S.A., World Finance Magazine[9]
- 2016: Zespół Equity Reserach polskiego oddziału Haitong Bank triumfuje w 4 kategoriach rankingu Gazety Giełdy Parkiet „Największe gwiazdy wśród analityków giełdowych 2016”: Konrad Księżopolski, szef zespołu analityków zajął 1. miejsce w kategoriach telekomunikacja/media oraz IT; oraz 3. miejsce w ogólnej kategorii najlepszego analityka w Polsce. Zespół analiz Haitong Bank zajął 5. miejsce w Polsce; Kamil Stolarski zajął 1. miejsce w kategorii sektor bankowy; Cezary Bernatek, zajął 1. miejsce w kategorii sektor deweloperski;
- 2016: „Best Overall Bank in Portugal”, Euromoney Magazine[10]
- 2016: „Best Bank in Equity Finance in Portugal”, Euromoney Magazine[10]
- 2016: „Best Bank in Debt Capital Markets in Portugal”, Euromoney Magazine[10]
- 2016: „Best Bank in M&A Advisory in Portugal”, Euromoney Magazine[10]
- 2016: 2. miejsce w Londynie w kategorii „Best Bank Multi-Asset Research and Strategy”[11], The Technical Analyst Awards[12]
- 2016: 1. miejsce wśród instytucji działających w regionie Azji i Pacyfiku w kategorii “Most Innovative Investment Bank”[13], Global Finance Magazine[14]
- 2016: 1. miejsce w kategorii “Global Best Up & Comer Investment Bank”[13], Global Finance Magazine[14]
- 2015: Zespół Equity Reserach polskiego oddziału Haitong Bank w rankingu Gazety Giełdy Parkiet „Największe gwiazdy wśród analityków giełdowych 2015”: Konrad Księżopolski, szef zespołu analityków zajął 1. miejsce w kategoriach telekomunikacja/media oraz 2 w kategorii sektora IT oraz 8. miejsce w ogólnej kategorii najlepszego analityka w Polsce. Zespół analiz Haitong Bank zajął 7. miejsce w Polsce; Cezary Bernatek, zajął 2. miejsce w kategorii sektor deweloperski; Łukasz Jańczak zajął 1. miejsce w kategorii Finanse
- 2015: 1. miejsce w Portugalii w zakresie transakcji M&A pod względem liczby i wartości, Mergermarket[15]
- 2015: 2. miejsce wśród instytucji działających na Półwyspie Iberyjskim w zakresie transakcji M&A pod względem liczby i wartości, Mergermarket[15]
- 2015: „Latin America Telecoms Deal of the Year”, IJGlobal[16]
- 2015: 1. miejsce w Portugalii w zakresie transakcji M&A pod względem liczby i wartości, Bloomberg[17]
- 2015: 4. miejsce wśród instytucji działających na Półwyspie Iberyjskim w zakresie transakcji M&A pod względem liczby i wartości, Bloomberg
- 2015: „Best Bond of the Year”, LatinFinance[18]
- 2015: 1. miejsce w Portugalii w zakresie transakcji M&A pod względem liczby i wartości, Transaction Track Record[19]
- 2015: „Best Overall Bank in Portugal”, Euromoney Magazine
- 2015: „Best Bank for M&A Advisory in Portugal”, Euromoney Magazine
- 2015: 2. miejsce w Portugalii w kategorii „All Buyside Firms”, Extel[20]
- 2015: 4. miejsce w Portugalii w kategorii “All Buyside Individuals”, Extel[20]
- Nagroda Giełdy Papierów Wartościowych w Warszawie za rekordową łączną wartość IPO w 2014 roku
- 2014: Zespół Equity Reserach polskiego oddziału Haitong Bank w rankingu Gazety Giełdy Parkiet „Największe gwiazdy wśród analityków giełdowych 2014”: Konrad Księżopolski, szef zespołu analityków zajął 1. miejsce w kategoriach telekomunikacja/media oraz 2. miejsce w kategorii sektora IT oraz 8. miejsce w ogólnej kategorii najlepszego analityka w Polsce. Zespół analiz Haitong Bank zajął 2. miejsce w Polsce;
- 2013: Zespół Equity Reserach polskiego oddziału Haitong Bank w rankingu Gazety Giełdy Parkiet „Największe gwiazdy wśród analityków giełdowych 2013”: Konrad Księżopolski, szef zespołu analityków zajął 1. miejsce w kategoriach telekomunikacja/media oraz IT. Zespół analiz Haitong Bank zajął 4. miejsce w Polsce;
- 2013: Zespół Equity Reserach polskiego oddziału Haitong Bank zajął 2. miejsce w rankingu zespołów analiz w Polsce miesięcznika Forbes[21]; Konrad Księżopolski, szef zespołu analityków zajął 10. miejsce w Polsce